# Thủy điện La Hiêng 2
Thủy điện La Hiêng 2 là thủy điện xây dựng trên sông La Hiêng tại vùng đất xã Phú Mỡ huyện Đồng Xuân tỉnh Phú Yên, Việt Nam .
Thủy điện La Hiêng 2 có công suất 18 MW với 2 tổ máy, khởi công tháng 9/2009, hoàn thành tháng 03/2015 (?) .
Nước được dẫn theo hầm dài cỡ 4 km tới nhà máy điện 13°29′33″B 108°52′51″Đ / 13,492428°B 108,880904°Đ.

## Sông Kỳ Lộ
Sông La Hiêng là dòng thượng nguồn của sông Kỳ Lộ, chảy ở các tỉnh Gia Lai, Bình Định và Phú Yên.

## Sự cố
Đêm 26/9/2013 nước lũ dâng bất ngờ  làm 3 công nhân đang thi công mắc kẹt trong hầm và chết, gồm 2 người Việt và 1 người Trung Quốc. Đến ngày 06/10/2013 đội thợ lặn tìm được 2 thi thể nạn nhân còn lại .

## Vấn đề dân sinh môi trường
Năm 2013 Thủy điện La Hiêng 2 cũng thuộc diện các dự án thủy điện không thực hiện đầy đủ nghĩa vụ của mình đối với người dân vùng dự án thủy điện, dẫn đến đời sống của người dân vùng dự án gặp nhiều khó khăn, tỉ lệ hộ nghèo chiếm khá cao, nhiều địa phương thiếu đất sản xuất, nạn phá rừng làm rẫy gia tăng,.... Nó cũng thuộc nhóm thủy điện thi công kéo dài, phải gia hạn 2 lần .